# Ягодная (Нижегородская область)
Я́годная — деревня в городском округе город Чкаловск Нижегородской области России.

## Общая физико-географическая характеристика
Географическое положение
Деревня расположена на расстоянии 25 км к юго-западу от города Чкаловск, административного центра округа, и 110 км к северо-западу от города Нижний Новгород, административного центра области. Абсолютная высота — 80 м над уровнем моря.
Часовой пояс
Ягодная, как и вся Нижегородская область, находится в часовой зоне МСК (московское время). Смещение применяемого времени относительно UTC составляет +3:00.

## История
В 1961 году указом Президиума Верховного Совета РСФСР деревня Грехи переименована в Ягодную.

## Население
| 2002 | 2010 |
| ---- | ---- |
| 6    | ↗8   |

Национальный состав
Согласно результатам переписи 2002 года, в национальной структуре населения русские составляли 100% из 6 чел.